# Fall Out Boy
Fall Out Boy (транскр.  Фол аут бој) америчка је рок група из Вилмета, основана 2001. године. Групу чине певач и ритам гитариста Патрик Стамп, басиста Пит Венц, Џо Троман и бубњар Енди Херли. Троман и Венц су основали групу и у почетку наступали као као предгрупа познатијих бендова. Касније се бенду придружио и Стамп, док су се бубњари често мењали, а као најбоље решење показао се Енди Херли са којим је група снимила први студијски албум Take This to Your Grave. Најпознатије њихове песме су Sugar, We're Goin Down, Dance, Dance, Thnks fr th Mmrs, This Ain't a Scene, It's an Arms Race и многе друге. Поменуте песме су освојиле бројне награде, платинасте и златне сертификате и прва места на топ-листама.
Група је престала са радом 2009. године, да би се 2013. поново вратили и на шестом студијском албуму избацили хит сингл Centuries. Два пута је била номинована за Греми награду, 2006. и 2019. године.

## Чланови
- Патрик Стамп — вокал, гитара
- Џо Троман — гитара
- Пит Венц — бас-гитара
- Енди Херли — бубњеви

## Дискографија
Студијски албуми
- Take This to Your Grave (2003)
- From Under the Cork Tree (2005)
- Infinity on High (2007)
- Folie à Deux (2008)
- Save Rock and Roll (2013)
- American Beauty/American Psycho (2015)
- Mania (2018)
- So Much (for) Stardust (2023)